# Папини, Джованни
Джованни Папини (итал. Giovanni Papini, 9 января 1881, Флоренция — 8 июля 1956, Флоренция) — итальянский журналист, писатель, поэт, литературный критик.

## Биография
Родился в 1881 году во Флоренции в семье Луиджи Папини — торговца мебелью и бывшего гарибальдийца. Мать — Эрминия Кардини, крестила сына втайне от отца-атеиста.
По окончании средней школы в 1899 году получил диплом учителя младших классов, работал библиотекарем. После стажировки в 1900—1902 годы в Институте высших исследований (Instituto di Studi Superiori) около года работал учителем итальянского языка в англо-итальянской школе. В 1902—1904 годы — библиотекарь Флорентийского антропологического музея.
В 1903 году совместно с Джузеппе Преццолини, Джованни Вайлати (итал. Giovanni Vailati) и Марио Кальдерони (Mario Calderoni) основывал газету Il Leonardo, в который публиковался под псевдонимом Джан Фалько (Gian Falco). В 1903—1905 годы — постоянный автор газеты националистического толка Il Regno, основанной Энрико Коррадини. В 1906 году совершил поездку в Париж, где познакомился Бергсоном, Жидом, Пеги, Сорелем и Пикассо.
В 1907 году женился на Джачинте Джованьоли, в их браке родились две дочери — Виола и Джоконда.
В 1910 году совместно с Энрико Коррадини основал Итальянскую националистическую ассоциацию.
После того как покинул в 1907 году Il Leonardo, стал сооснователем нескольких периодических изданий, самые известные — либеральная газета L’Anima (1908, совместно с Джованни Амендолой) и журнал Lacerba (1913, совместно с Арденго Соффичи), ставший ключевым литературно-критическим изданием по итальянскому футуризму того времени. В 1913 году переиздаёт эссе и рассказы, опубликованные в Il Leonardo отдельным сборником — «Слова и кровь». В период 1913—1916 годов был литературным корреспондентом парижского журнала Mercure de France в Италии. В годы Первой мировой войны занял интервенционистскую позицию, дважды пытался попасть на фронт, но из-за сильной близорукости ему было отказано.
В годы фашистской Италии считался «официальным автором»: сформировавшиеся в 1920-е годы его консервативные и прохристианские взгляды соответствовали потребностям режима Муссолини. В 1935 году приглашён в Болонский университет, где получил должность заведующего кафедрой итальянской литературы. В 1937 году избран академиком Итальянской академии наук, в том же году занял пост руководителя флорентийского Института исследования Возрождения (Istituto per gli studi sul Rinascimento). В 1941 году принял участие в Веймарском собрании поэтов, а в 1942 году вошёл в руководство созданной на собрании пронацистской Европейской ассоциации писателей.
В период 1943—1944 годов был монахом францисканского монастыря. После Второй мировой войны был полностью парализован и ослеп, однако продолжал интенсивно работать, диктуя тексты книг и статей для Corriere della Sera секретарям. Скончался в 1956 году.

## Творчество
В первых литературных работах — сборниках новелл «Трагическая ежедневность» (1906) и «Слепой пилот» (1907), — прослеживается влияние Бергсона и Джемса, в них собраны рассказы с парадоксальными и фантастическими сюжетами, уже в этих произведениях отмечается виртуозное владение языком. В книге «Сумерки философов» (1907) подверг критике идеи Канта, Гегеля, Шопенгауэра, Конта, Спенсера и Ницше, выстраивая концепцию «виталистического иррационализма», отрицающего всякую философию.
В самой известной работе — автобиографическом романе «Конченый человек» (1912) — остро и темпераментно описывает историю своих духовных поисков и колебаний, в которых то видит за собой миссию спасения человечества, то ощущает себя ничтожным; произведение завершается словами: «И если я уже не представляю собой более ничего, то это потому, что хотел быть всем».
Во второй половине 1910-х годов создал цикл поэтических произведений, опубликованных в сборниках «Сто страниц поэзии» (1915, стихотворения в прозе) и «Первое сочинение» (1917).
В эссе «Уничтожения» (1916), будучи проникнутым идеями футуризма, отстаивал идею исключить из школьных программ «Декамерон», «Фауста», «Гамлета», и вместо них включить авангардные произведения таких авторов, как Бенедитто Кроче и Джованни Джентиле.
Ранние произведения пропитаны атеистическим и антиклерикальным духом, но в начале 1920-х годов пришёл к католицизму и пишет религиозные произведения «История Христа» (1922) и «Святой Августин» (1928). В «Словаре дикаря», написанном в 1923 году совместно с Доменико Джулиотти (итал. Domenico Giuliotti), критикует научно-технический прогресс, подчёркивая преимущества примитивного существования.
В сатирической новелле «Гог» (1931) вывел портреты множества интересных типов, затронул широкий круг вопросов науки, искусства, техники. По форме произведение скомпоновано как выдержки из непоследовательного и недатированного дневника, полученного автором от главного героя — гавайского метиса Гога, приехавшего в континентальную Америку и мечтавшего стать миллиардером, но вместо этого угодившего в дом сумасшедших.
Наиболее известные историко-биографические работы — эссе «Живой Данте» (1933) и книга «Жизнь Микеланджело на фоне жизни его времени» (1949).
Аллегорическая «Чёрная книга» (1951), посвящённая саморазрушению современной цивилизации, написана уже обездвиженным и незрячим писателем. Последнюю работу — книгу «Страшный суд» — не успел закончить, она была издана в незавершённом виде посмертно в 1957 году.

## Русскоязычная библиография
- Папини Дж. Трагическая ежедневность. Рассказы = Il tragico quotidiano (1906) / Пер. с итал. Ю. Бальтрушайтиса, Р. да-Рома и Б. Яковенко, под редакцией Волынского А. Л.. — Берлин: Всемирная литература, 1923. — 118 с.
- Папини Дж. Конченный человек = Un uonio finito (1912) / Пер. с итал. Р. да-Рома, под ред. Ф. Л. Вольпина. — Л. — М.: Всемирная литература, 1923.
- Пиранделло Л., Папини Дж., Бонтемпелли М. Новеллы / предисл. В. Лидина. — М.: Огонёк, 1926.